# Горочичі (станція)
Горо́чичі (біл. Гаро́чычы) — проміжна залізнична станція Гомельського відділення Білоруської залізниці на лінії Жлобин — Калинковичі між зупинним пунктом Уболоть (5,2 км) та станцією Юшки (6,6 км). Розташована за 1,8 км на північний захід від селища Горочицький Калинковицького району Гомельської області.

## Історія
Станція відкрита 1915 року під час будівництва залізничної лінії Жлобин — Калинковичі (частини магістральної лінії Санкт-Петербург — Одеса).
2020 року розпочалися роботи з електрифікації дільниці Свєтлогорськ-на-Березині — Калинковичі.

## Пасажирське сполучення
Приміське пасажирське сполучення здійснюється поїздами регіональних ліній економкласу сполученням Жлобин — Калинковичі.